# 조제프안마리 드 모이리아크 드 마이야
조제프안마리 드 모이리아크 드 마이야(프랑스어: Joseph-Anne-Marie de Moyriac de Mailla, 1669년 12월 16일 ~ 1748년 6월 28일)는 프랑스의 예수회 선교사이며, 중국에서는 풍병정(馮秉正)이라는 이름으로 활동하였다.

## 생애
이제르주의 모이랑 출신이며, 1686년 예수회에 가입하였다. 이후 1701년 중국으로 떠나는 예수회 선교사의 일원으로 합류했으며, 1703년 모로코에서 출발한 뒤 광둥 지방에 도착해 마카오 등지에서 중국어 및 중국의 역사 등에 관한 지식을 학습하였다. 그 뒤 강희제의 의뢰로 장바티스트 레지스, 로만 힌데러 등과 함께 허난성, 저장성, 푸젠성, 타이완 등의 지도 측량 및 제도 작업에 착수했으며, 작업이 끝난 이후 강희제로부터 관직을 부여받아 계속 궁궐에 머물 수 있게 되었다.
이후 선교 사업을 위해 기독교와 관련된 중국어 저서를 여러 권 집필하였으며, 중국의 고전 역사서를 유럽의 언어로 번역한 최초의 번역가로 활동하기도 했다. 특히 1730년 주희의 <자치통감강목(資治通鑑綱目)>을 프랑스어로 번역하기도 했으며, <중국에 관한 일반 역사(Histoire Générale de la Chine)>를 편찬해 당시 유럽에서 접할 수 있었던 유일한 중국 역사에 대한 기록물을 남겼다. 1748년 베이징에서 세상을 떠났으며, 사망 이후 건륭제는 후하게 장례식을 치러주었다.